# Аспр-ле-Корп
Аспр-ле-Корп (фр. Aspres-lès-Corps, окс. Aspres los Còrps) — коммуна на юго-востоке Франции, регион Прованс — Альпы — Лазурный Берег, департамент — Верхние Альпы, округ — Гап. Входит в состав кантона Сен-Фирмен.
Код INSEE коммуны — 05009.
Окситанское прилагательное «aspre», происходящее от латинского «asper», означает — суровое, жесткое, грубое. «Аспремон» — грубая гора. 

## Население
Население коммуны в 2008 году составляло 134 человека.
| 1962 | 1968 | 1975 | 1982 | 1990 | 1999 | 2008 |
| ---- | ---- | ---- | ---- | ---- | ---- | ---- |
| 165  | 181  | 147  | 147  | 119  | 121  | 134  |

## Экономика
В 2007 году среди 74 человек в трудоспособном возрасте (15—64 лет) 54 были экономически активными, 20 — неактивными (показатель активности — 73,0 %, в 1999 году было 65,4 %). Из 54 активных работали 47 человек (27 мужчин и 20 женщин), безработных было 7 (3 мужчин и 4 женщины). Среди 20 неактивных 3 человека были учениками или студентами, 10 — пенсионерами, 7 были неактивными по другим причинам.

## Достопримечательности (фотогалерея)
- Замок (шато) Аспр-ле-Корп
- Церковь XIX века
- Старая шахта

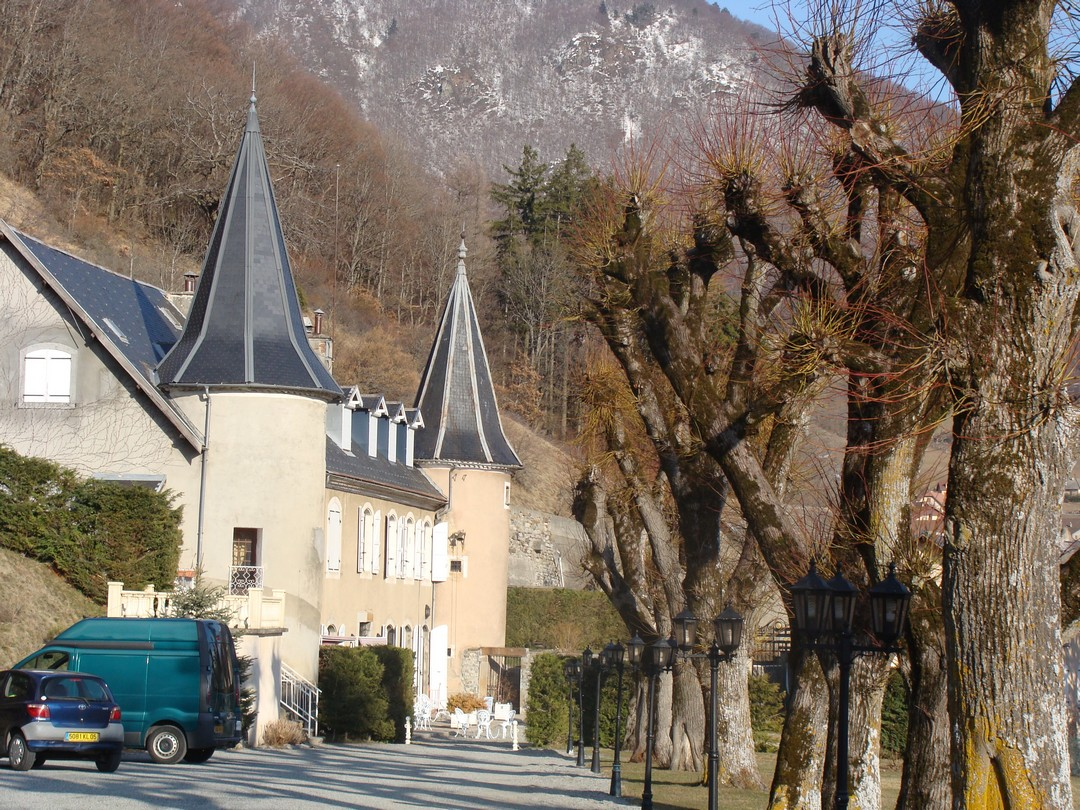
Шато
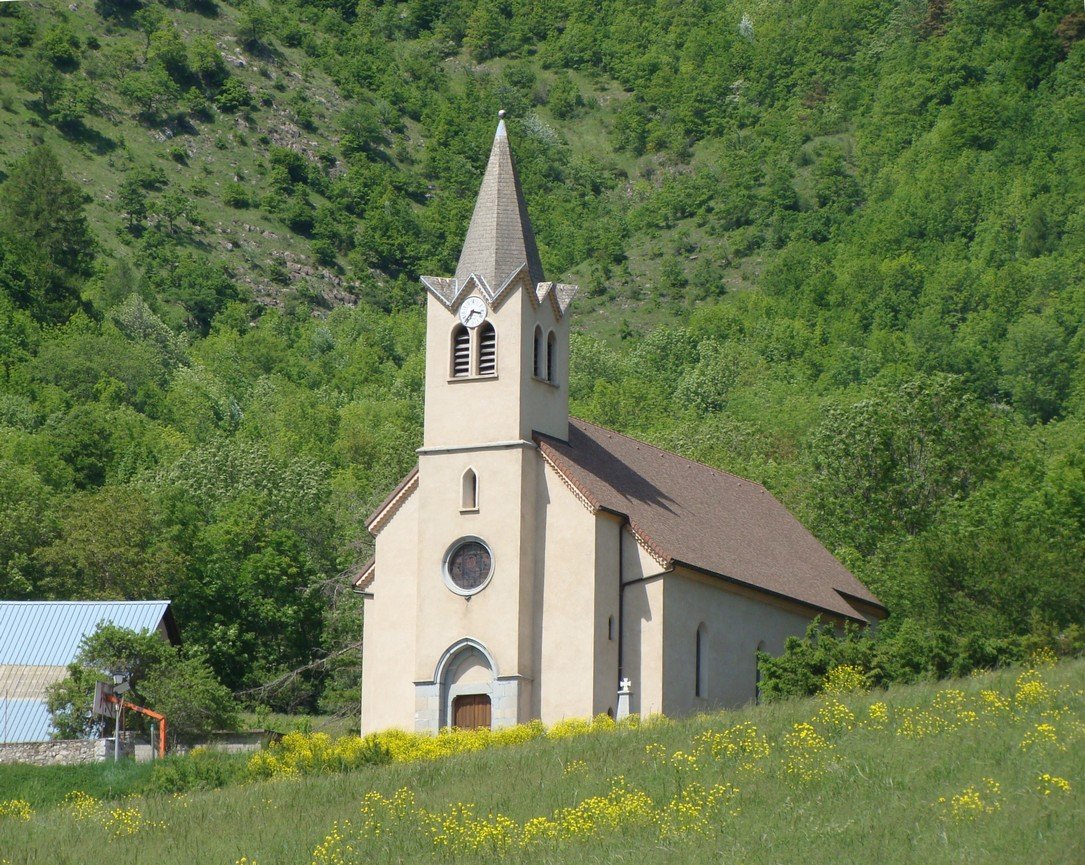
Церковь